# Rudolf Seeliger
Rudolf Theodor Seeliger (ur. 24 sierpnia 1810 w Białej, zm. 18 kwietnia 1884 tamże) – austriacki polityk, publicysta i działacz religijny, burmistrz miasta Białej w latach 1855–1867, poseł na Sejm Krajowy w Opawie (1861–1881), członek zarządu i kurator (od 1866) bialskiej parafii ewangelickiej, kurator superintendentury galicyjsko-bukowińskiej, wiceprezydent Synodu Generalnego Kościoła ewangelickiego w Austrii i członek Komitetu Synodalnego w latach 1864–1883, honorowy obywatel miasta Białej (1880).

## Życiorys
Urodził się w mieście Biała, dziś części Bielska-Białej. Uczęszczał do ewangelickiego Gimnazjum św. Elżbiety we Wrocławiu. Na życzenie matki miał zostać pastorem, jednak śmierć ojca w 1823 zmusiła go do powrotu do domu. Został rentierem i zarządzał własnym majątkiem.
Nie ukończył studiów – nauki pobierał w domu. Liczne podróże (m.in. do Francji, Anglii i Szwajcarii) przyczyniły się do biegłej znajomości języków obcych oraz zainteresowania historią i sztuką. W Paryżu zawarł znajomości m.in. z poetą Heinrichem Heine i kompozytorem Giacomo Meyerbeerem. W archiwum rodzinnym zachowała się jego korespondencja z lat 1830–1834 prowadzona z teologiem Friedrichem Schleiermacherem. Wraz z pisarzem Heinrichem Laube odwiedził Szwecję, Danię i Norwegię. Podróże te zaowocowały wydaniem książki Laubego Drei Königsstädte im Norden (Trzy miasta królewskie na Północy), w której pojawia się postać Seeligera.
Wydarzenia roku 1848 wzmogły jego zainteresowania polityczne. Był wówczas autorem licznych artykułów politycznych, głównie dla wiedeńskiej "Neue Freie Presse". Współpracował także z "Neue Protestantische Blätter", wydawanymi w latach 1865–1869 przez Theodora Haasego, dał się wówczas poznać jako znawca teologii protestanckiej.
Począwszy od 1855 przez trzy kadencje (do 1867) był burmistrzem Białej. W okresie sprawowania tej funkcji znacznie poprawił sytuację finansową miasta, zreformował przestarzałe struktury policji miejskiej i opieki społecznej oraz szpital miejski, doprowadził do budowy nowej szkoły ewangelickiej w sąsiedztwie kościoła, a także zlecił przebudowę ratusza. W swojej działalności, jako przedstawiciel niemieckich liberałów, walczył o utrzymanie niemieckiego charakteru Białej, zwalczając polski ruch narodowy i socjalistyczny.
W 1867, kiedy przeprowadzono reformę administracji w Galicji (w miejsce dotychczasowych 176 powiatów sądowych i 17 obwodów wprowadzono 74 powiaty polityczne), Seeliger został wybrany marszałkiem powiatu bialskiego, nie przyjął natomiast mandatu do sejmu galicyjskiego. Był także prezesem Bialskiej Rady Powiatowej.

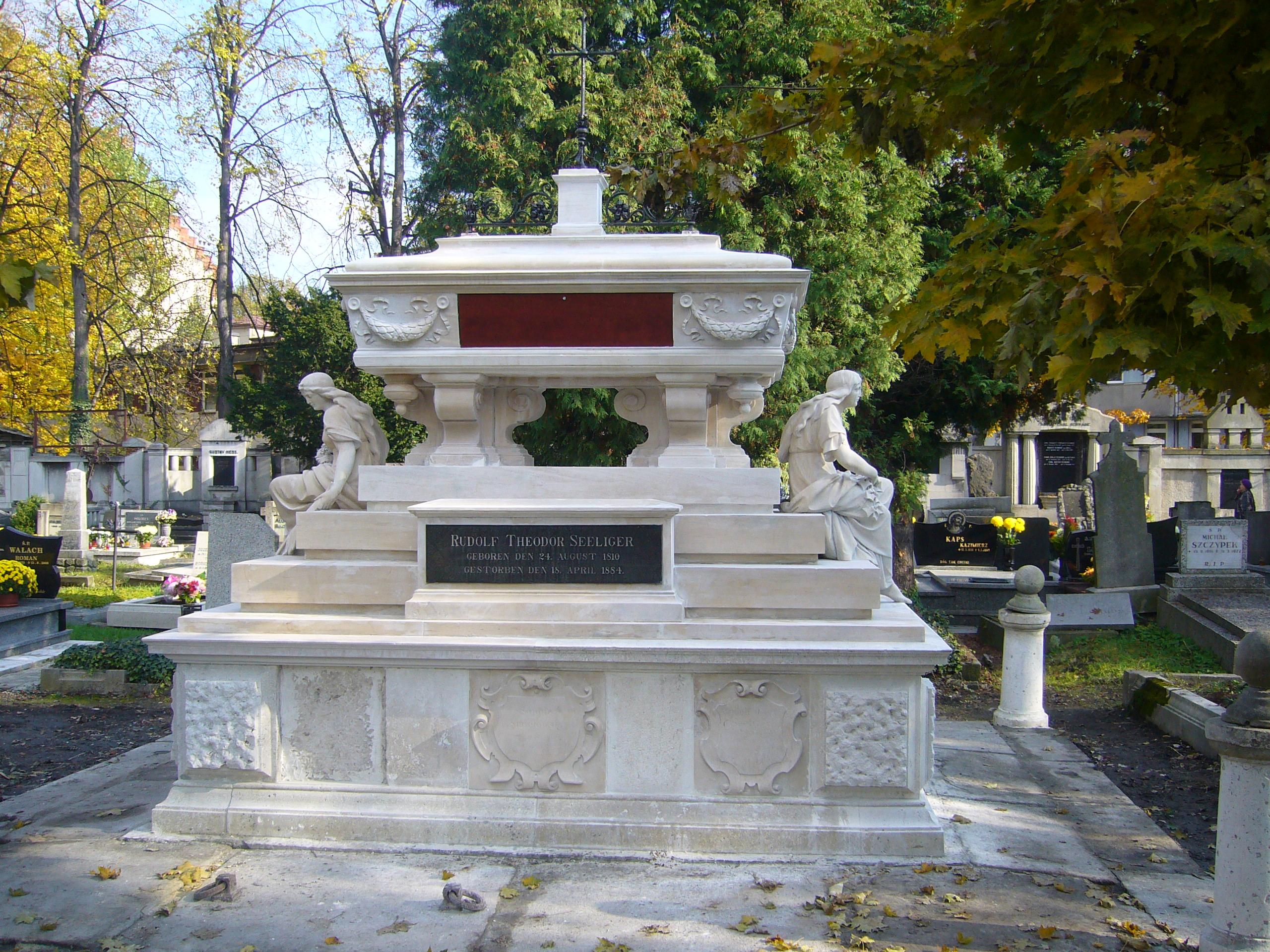
Nagrobek Rudolfa Seeligera na cmentarzu ewangelickim przy ul. Piłsudskiego

Od 1861 był posłem na Sejm Krajowy w Opawie. Wybrano go najpierw z kurii wielkiej własności ziemskiej, a następnie z miasta Karniów. Pełnił funkcję przewodniczącego komisji do spraw prawnych i politycznych. Dzięki jego staraniom gminy Śląska Austriackiego otrzymały prawo do swobodnego wyboru nauczycieli szkół ludowych.
Seeliger brał czynny udział w życiu bialskiej parafii ewangelickiej, do której zarządu należał od 1833, a od 1866 był jej kuratorem. Został także kuratorem superintendentury galicyjsko-bukowińskiej oraz wiceprezydentem Synodu Generalnego Kościoła luterańskiego, a w latach 1864–1883 należał do Komitetu Synodalnego. Był również członkiem ewangelickiego Towarzystwa im. Gustawa Adolfa.
Seeliger był jednym z najbogatszych mieszczan Białej, właścicielem dóbr ziemskich w Łodygowicach i Szczyrku. Znana jest jego działalność dobroczynna, między innymi ofiarowanie bialskiemu gimnazjum 6000 guldenów na stypendia dla uczniów.
Z okazji siedemdziesiątych urodzin, w 1880, otrzymał honorowe obywatelstwo Białej.
Zmarł cztery lata później i został pochowany na bialskim cmentarzu ewangelickim (przy dzisiejszej ul. Piłsudskiego), a jego nagrobek do dziś jest jednym z najokazalszych na tej nekropolii. Po jego śmierci jednej z ulic w centrum miasta (dzisiejsza Łukowa) nadano nazwę Seeligergasse, którą nosiła do roku 1945 (po 1918 ją spolszczono).

## Rodzina
Rodzina Seeligerów wywodziła się z Brzegu na Dolnym Śląsku, a pierwszym, który osiedlił się w Białej był Gottlieb Benjamin (1715–1794).
Ojciec Rudolfa – Johann Friedrich Seeliger (1778–1823), syn Johanna Gotlieba i Marianny Elisabeth Fedorowicz – był zamożnym kupcem i przewodniczącym parafii ewangelickiej. W 1807 ożenił się z Christine Charlotte z domu Dorn (1780–1845), z którą miał dwóch synów: starszego Heinricha Adolfa (1808–1909) i młodszego Rudolfa Theodora.

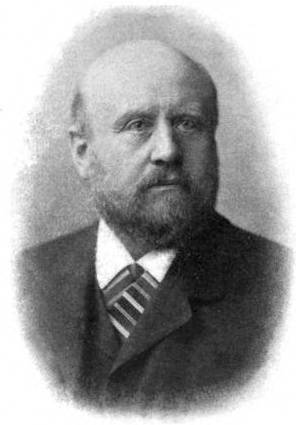
Hugo Hans Ritter von Seeliger

Rudolf Theodor Seeliger ożenił się z Luise Smielowski z Witkowic na Morawach (1822–1902), z którą miał ośmioro dzieci:
- Christine Louise (ur. 1848) – żona radcy Wyższej Rady Kościelnej, dr. Martina Schenkera z Wiednia, a następnie barona Louisa Haber von Linsberg jun.
- Hugo Hans (ur. 1849) – profesor astronomii na Uniwersytecie Ludwika i Maksymiliana w Monachium i dyrektor tamtejszego obserwatorium
- Laura Gertruda (ur. 1850) – żona pastora i superintendenta Hermana Fritsche
- Meta Elsbeth (ur. 1852) – żona profesora filozofii Johannesa Volkelta
- Rudolf Oskar (ur. 1854) – wicekonsul przy konsulacie austriackim w Londynie, a następnie w Smyrnie
- Oswald Theodor (ur. 1858) – profesor zoologii na Uniwersytecie w Rostocku
- Gerhard Wolfgang (ur. 1860) – profesor historii na Uniwersytecie Lipskim
- Bruno Eberhard (ur. 1863) – porucznik armii austriackiej